# Miklós Ambrus
Miklós Ambrus (Eger, 31 maggio 1933 – Budapest, 3 agosto 2019) è stato un pallanuotista ungherese, vincitore di una medaglia d'oro alle olimpiadi di Tokyo 1964. Con Ferencvaros ed Eger vinse cinque campionati e quattro coppe ungheresi.